# František Uhlíř (herec)
František Uhlíř (19. prosince 1883 Slavkov u Brna – 18. května 1926 Moravská Ostrava) byl český herec, režisér a divadelní ředitel.

## Život
Po absolvování obchodní akademie v Brně
byl krátce úředníkem, poté ředitelem Občanské záložny ve Slavkově u Brna (1898–1918). S divadlem začínal v místním ochotnickém souboru (vedoucí, organizátor, herec, režisér), v roce 1918 hostoval v Národním divadle v Brně. Na doporučení Jindřicha Vodáka byl o rok později (1919) angažován prvním ředitelem nově konstituovaného NDMS Václavem Jiřikovským do zakladatelského souboru ostravské činohry. Působil zde nejprve jako herec (vedle hlavního oboru externě též v operetě), režisér a příležitostný scénický výtvarník, po odchodu V. Jiřikovského do Brna (1923) stál v letech 1923–1925 v čele NDMS ve funkci ředitele a šéfa činohry.
Patřil k všestranným realistickým divadelním umělcům, blízké mu byly především molièrovské postavy (např. Orgon v Tartuffovi, 1921). Vynikl i v komediálním žánru (Pseudolus v Plautově Taškáři, 1921), často byl obsazován do rolí moudrých, rozvážných, blahobytných starých pánů, lidových dobráků a bonvivánů. Vlastní herecké zkušeností využíval i při své režijní práci, k jeho kritiky i diváky oceňovaným inscenacím patřily Pirandellovo Štěpování (1923), Shakespearův Večer tříkrálový (1923) a Vrchlického Námluvy Pelopovy s hudbou Zdeňka Fibicha (1925).
V krátkém ředitelském období se snažil na základě vědomostí a zkušeností z předchozí profese vymanit NDMS z tíživé ekonomické situace, zajistit mu finanční rovnováhu a zároveň udržet na svou dobu poměrně vysokou uměleckou úroveň jeho souborů, nastolenou v éře Václava Jiřikovského. Přes veškerou snahu i vynaložené úsilí se však jeho záměry nepodařilo v plném rozsahu realizovat. V důsledku vážného onemocnění odešel v listopadu 1925 na zdravotní dovolenou, z níž se již do divadla nevrátil. K 1. únoru 1926 byl na vlastní žádost z funkce ředitelé uvolněn a 18. května téhož roku podlehl srdeční chorobě.

## Citát
| „                | ...František Uhlíř, který při nástupu do ředitelské funkce nerad rezignoval na svou velmi perspektivní hereckou kariéru, utopil mnoho fyzických a duševních sil v každodenní organizátorské dřině a v nekonečných zápasech s čísly, která po něho představovala umělecké i hospodářské jistoty ostravského divadla. Jeho typicky divadelní osud je jeden z mnoha: přes nepopiratelnou schopnost dobře se orientovat v ostravské divadelní situaci i v divadelních počtech ani on nepřekonal nerozbornou hráz hospodářských potíží a neudržel přitom uměleckou úroveň svého předchůdce. | “ |
| — Miloš Zbavitel | |   |

## Divadelní role v NDMS, výběr
- 1919 F. Šrámek: Léto, Farář Hora, režie František Uhlíř
- 1919 G. B. Shaw: Pygmalion, Profesor Higgins, režie Alexandr Kantor
- 1919 G. Hauptmann: Bobří kožich, Motes, režie Jaroslav Sedláček
- 1919 F. Sokol-Tůma: Staříček Holuša, Vojtiš Holuša, režie Alexandr Kantor
- 1919 O. Wilde: Vějíř lady Windermeerové, Pan Dumby, režie Václav Jiřikovský
- 1919 J. J. Kolár: Pražský žid, Starosta, režie Alexandr Kantor
- 1920 L. N. Andrejev: Ten, který dostává políčky, Briquet, režie Karel Černý
- 1920 A. Dvořák: Slovanské tance, Oddavatel, režie Achille Viscusi
- 1920 F. F. Šamberk: Kulatý svět, Václav Samek, režie Alexandr Kantor
- 1920 A. Dumas ml.: Dáma s kaméliemi, Saint Gaudens, režie Václav Jiřikovský
- 1920 Robert de Fleurs, Gaston Arman de Caillavet: Král, Leloraine, režie Václav Jiřikovský
- 1921 K. Čapek: R. U. R., Stavitel Alquist, režie Karel Černý
- 1921 Molière: Tartuffe, Orgon, režie Václav Jiřikovský
- 1921 F. F. Šamberk: Karel Havlíček Borovský, Dr. Lipanský, režie Josef Jeníček
- 1921 Plautus: Taškář (Lišák Pseudolus), titulní role, režie Václav Jiřikovský
- 1921 Molière: Ošálený manžel (Chudák manžel), Pán ze Sotenvillu, režie Václav Jiřikovský
- 1922 Bratři Čapkové: Ze života hmyzu, Chrobák, režie Václav Jiřikovský
- 1922 P.- A. C. de Beaumarchais: Figarova svatba, Almaviva, režie Alexandr Kantor
- 1922 J. Zeyer, J. Suk: Radúz a Mahulena, Vratko, režie Václav Jiřikovský
- 1922 J. K. Tyl: Strakonický dudák, Kalafuna, režie Václav Jiřikovský
- 1923 Molière: Amfitryon, Sosias, režie František Uhlíř
- 1923 Arnošt Charvát: Handleř Binar, Štěpán Vavrečka, režie Václav Jiřikovský
- 1923 R. Rolland: Danton, Robespierre, režie Karel Černý
- 1923 J. Offenbach: Krásná Helena, Kalchas, režie Karel Kügler

## Divadelní režie v NDMS, výběr
- 1919 F. Šrámek: Léto
- 1919 F. X. Svoboda: Poslední muž
- 1922 A. T. Averčenko: Hra se smrtí
- 1922 E. Rostand: Orlík
- 1923 L. Pirandello: Štěpování
- 1923 J. Hejda: Když kvete kapradí
- 1923 Adolf Eisler, Ludwig Stark: Kauza král
- 1923 Václav Hladík: Závrať
- 1923 E. Rostand: Cyrano z Bergeracu
- 1923 W. Shakespeare: Večer tříkrálový
- 1923 Molière: Amfitryon
- 1924 Nikolaj Nikolajevič Jevrejnov: Co je nejhlavnější
- 1925 J. Vrchlický, Z. Fibich: Námluvy Pelopovy